# Socola, Șoldănești
Socola este un sat din cadrul comunei Vadul-Rașcov din raionul Șoldănești, Republica Moldova, situat pe malul drept al Nistrului.
La sud-vest de sat, este amplasat profilul geologic de lângă satul Socola, o arie protejată din categoria monumentelor naturii de tip geologic sau paleontologic.

## Istorie
Localitatea a fost atestată într-un hrisov din 11 martie 1586
„Din mila lui Dumnezeu, noi Io Petru voievod, domn al Țării Moldovei. Facem cunoscut cu această carte a noastră, tuturor celor ce o vor vedea sau o vor auzi cetindu-se, că acest adevărat al nostru credincios pan Andrei logofăt și pârcălab de Neamț ne-a slujit drept credincios. De aceia noi, văzând slujba lui drept credincioasa către noi, i-am miluit cu deosebita noastră milă, i-am dat și l-am miluit dela noi, în țara noastră, în Moldova, cu niște sate și cu niște seliște, anume satul Climăuții, deasupra Nistrului și satul Socolul și seliștea Zăvadinele, ce sunt în ținutul Sorocii și deasemeni seliștea Dancăuții și Vornicenii și Turburenii, în ținutul Hotinului, ...

...

Iar pentru mai mare putere și întărire a tuturor celor mai sus scrise am poruncit credinciosului și cinstitului nostru boier pan Stroici mare logofăt să scrie și să atârne pecetea noastă la această adevărată carte a noastră.

A scris Dumitru în Iași, în anul 7094 <1586> Martie 11.”

## Galerie de imagini

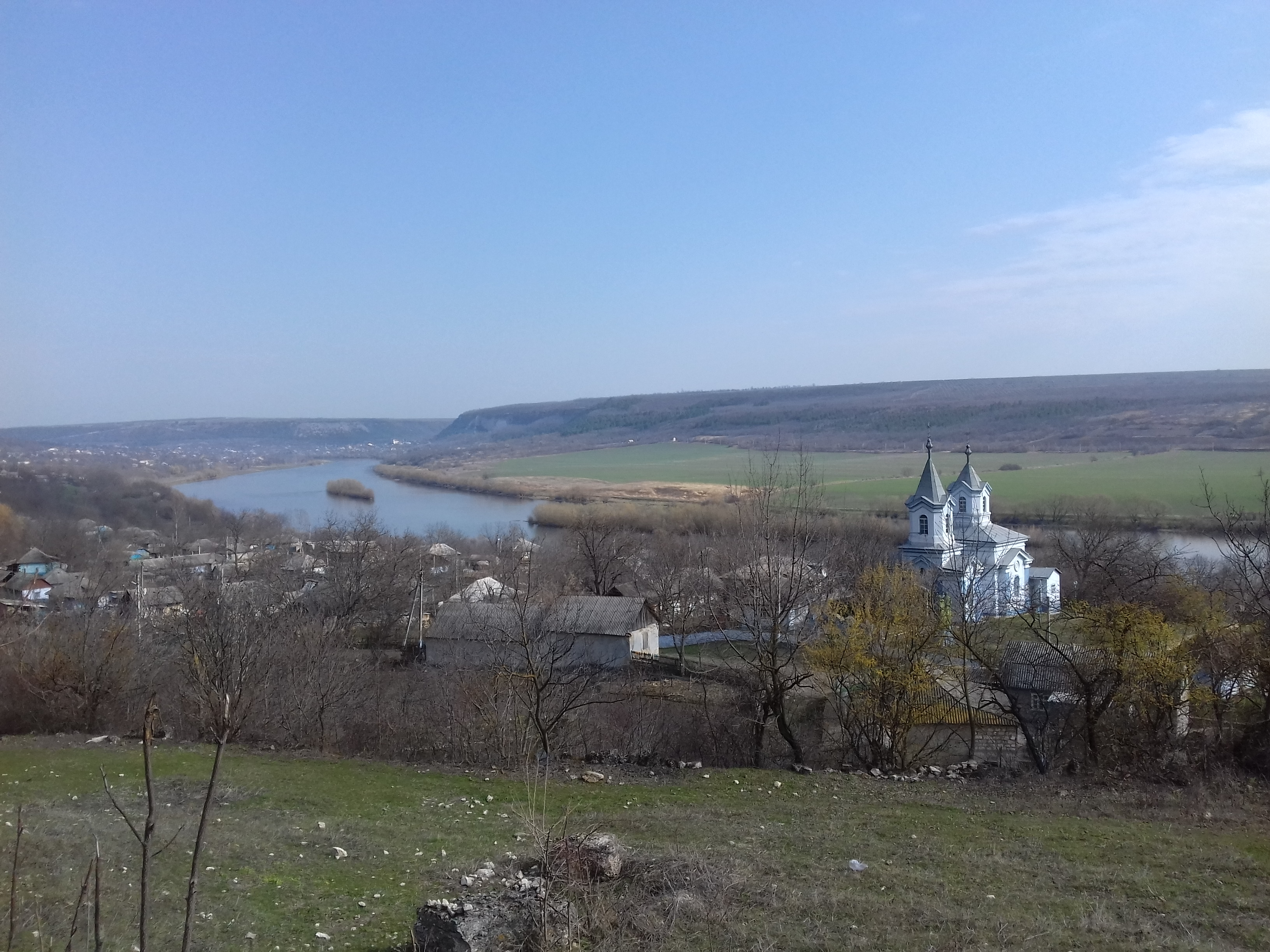
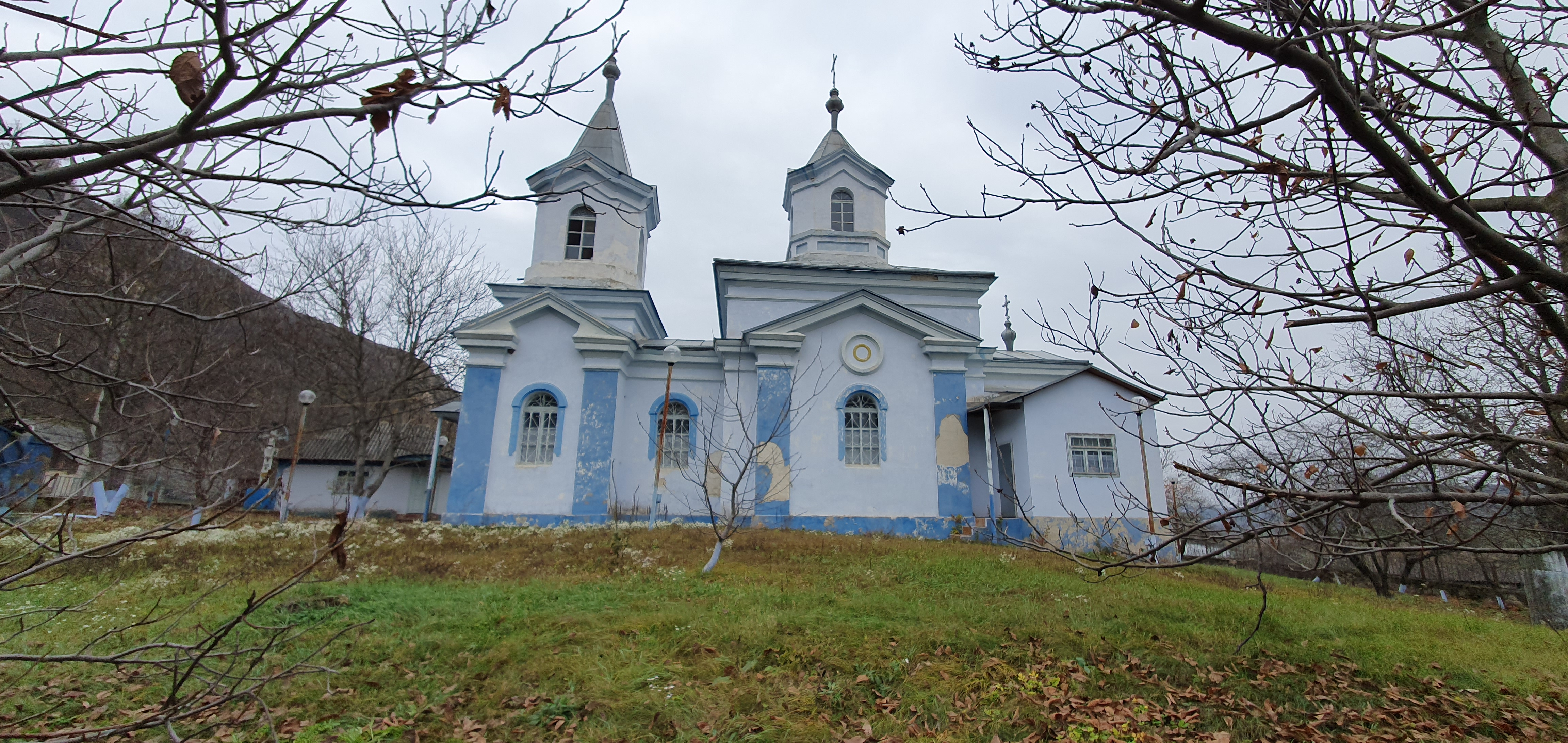
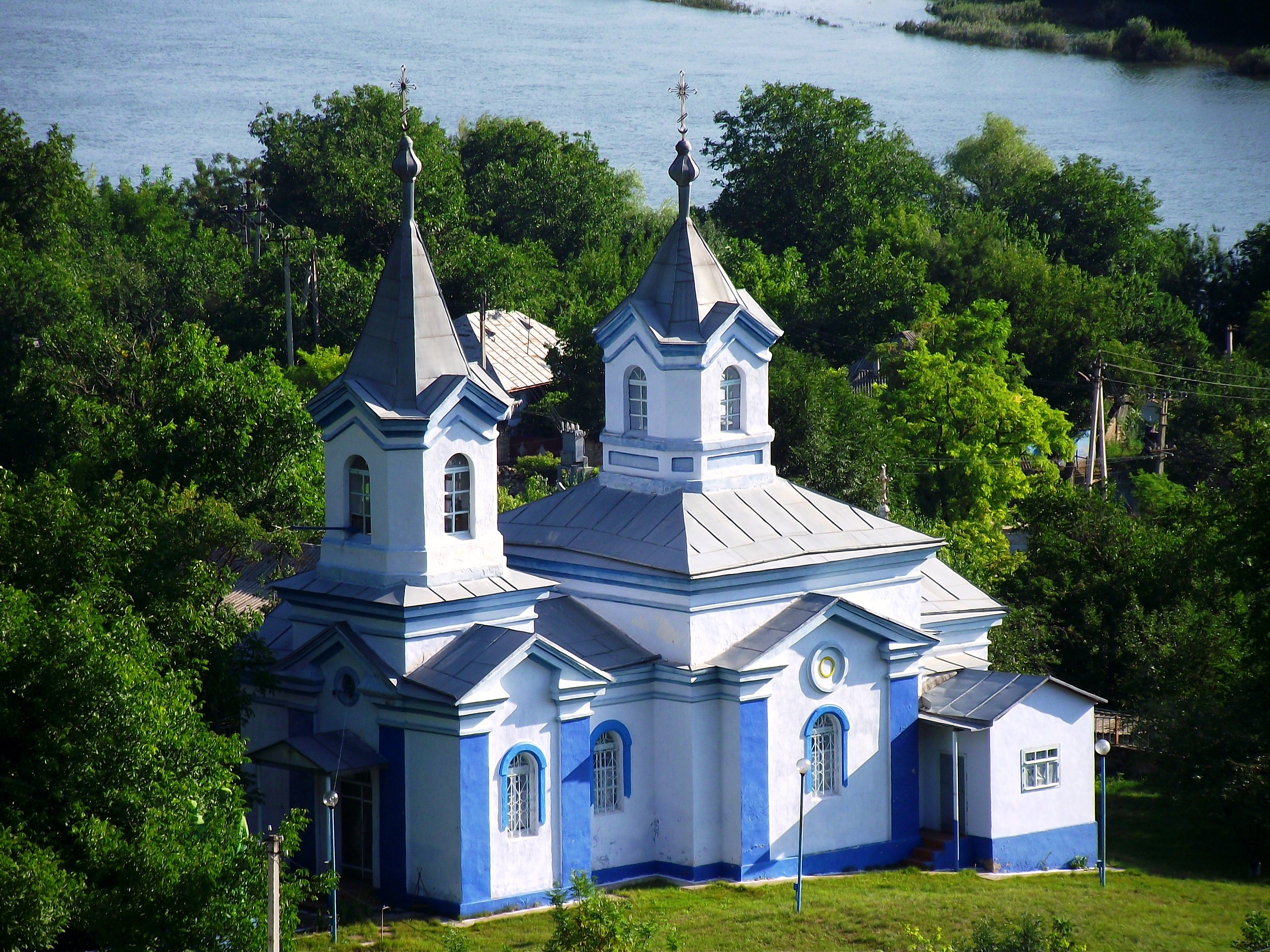
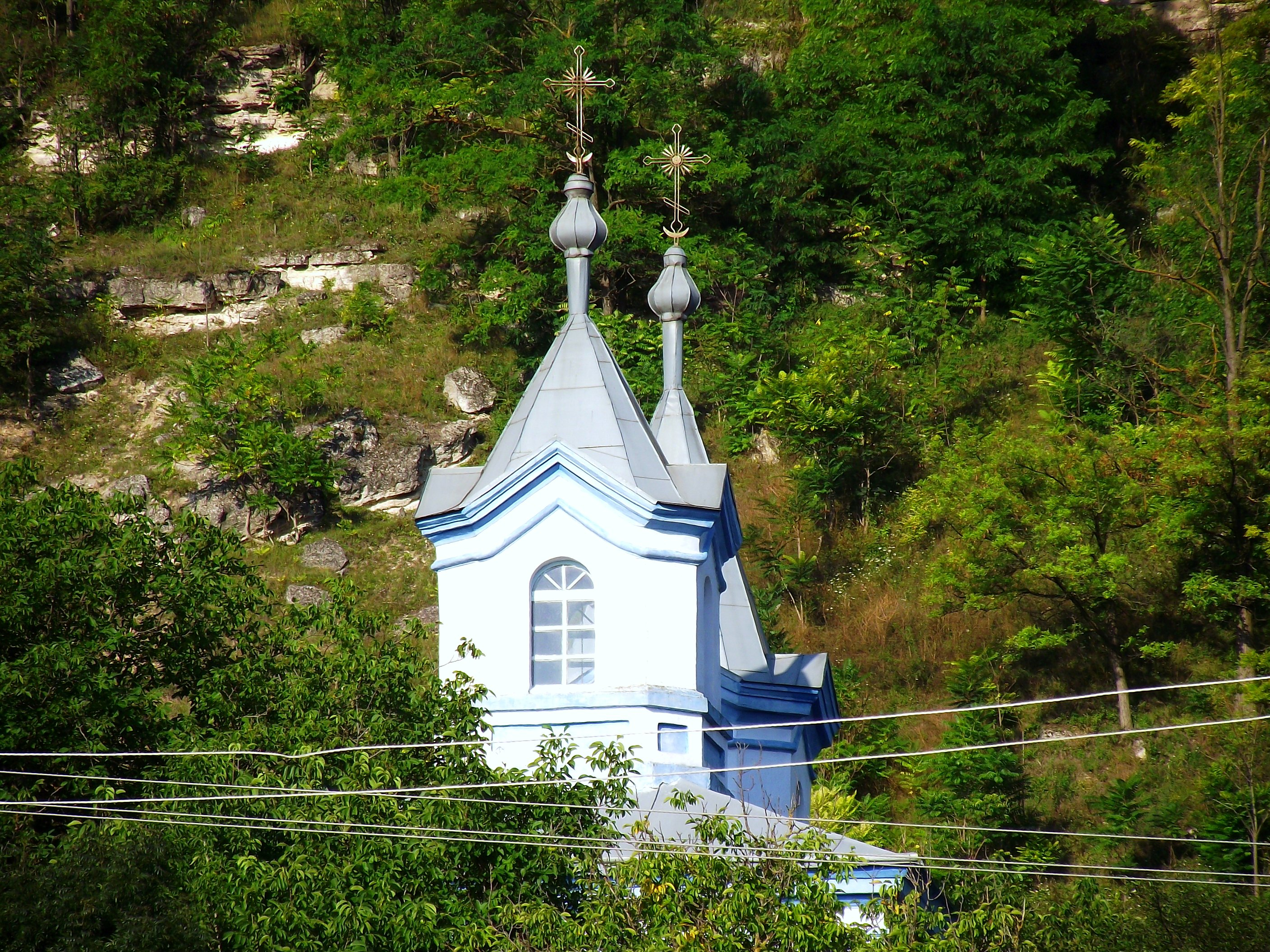

Biserica „Sf. Varvara” din localitate, monument ocrotit de stat.
Natura adiacentă

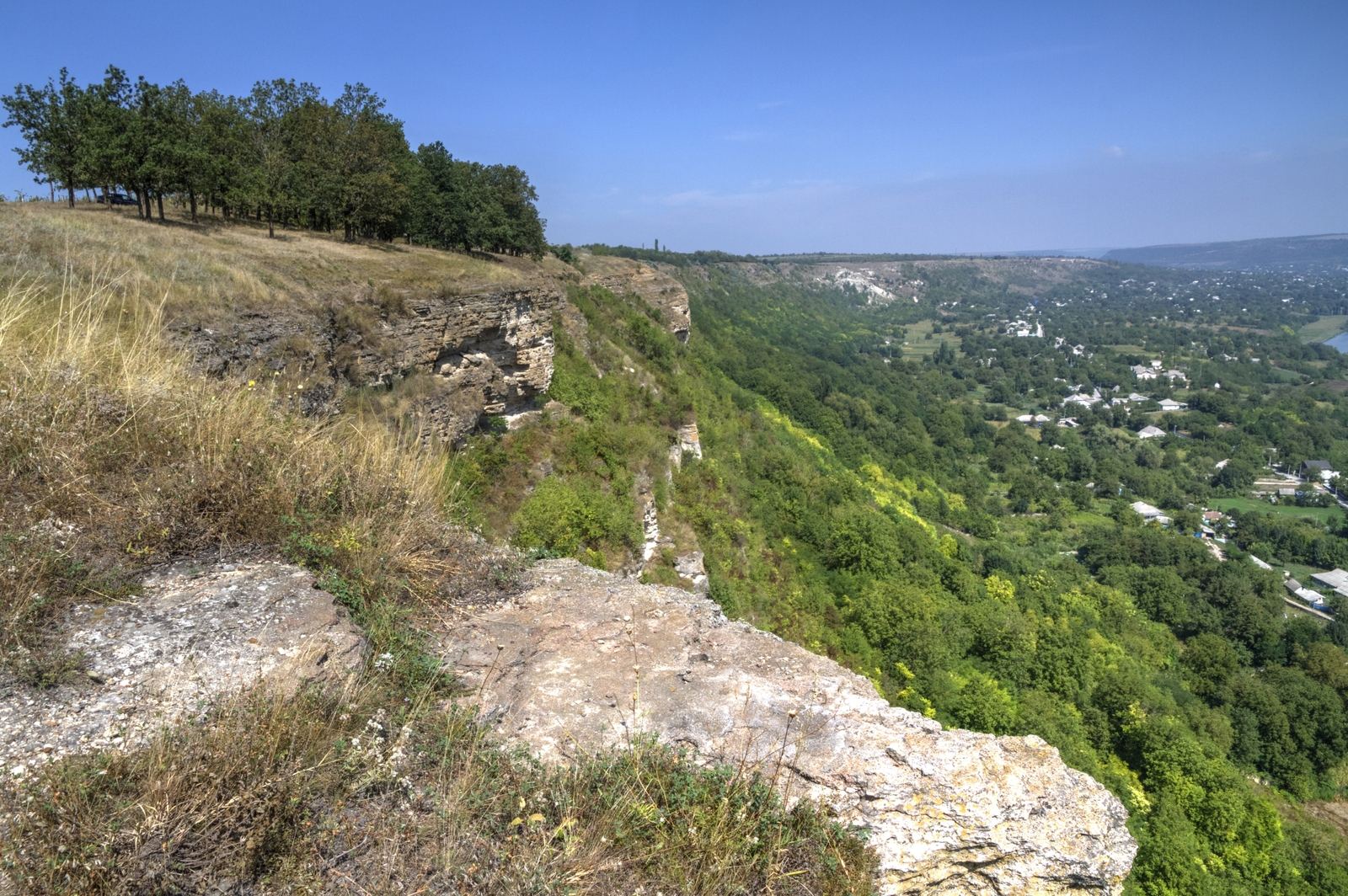
Vedere de sus.
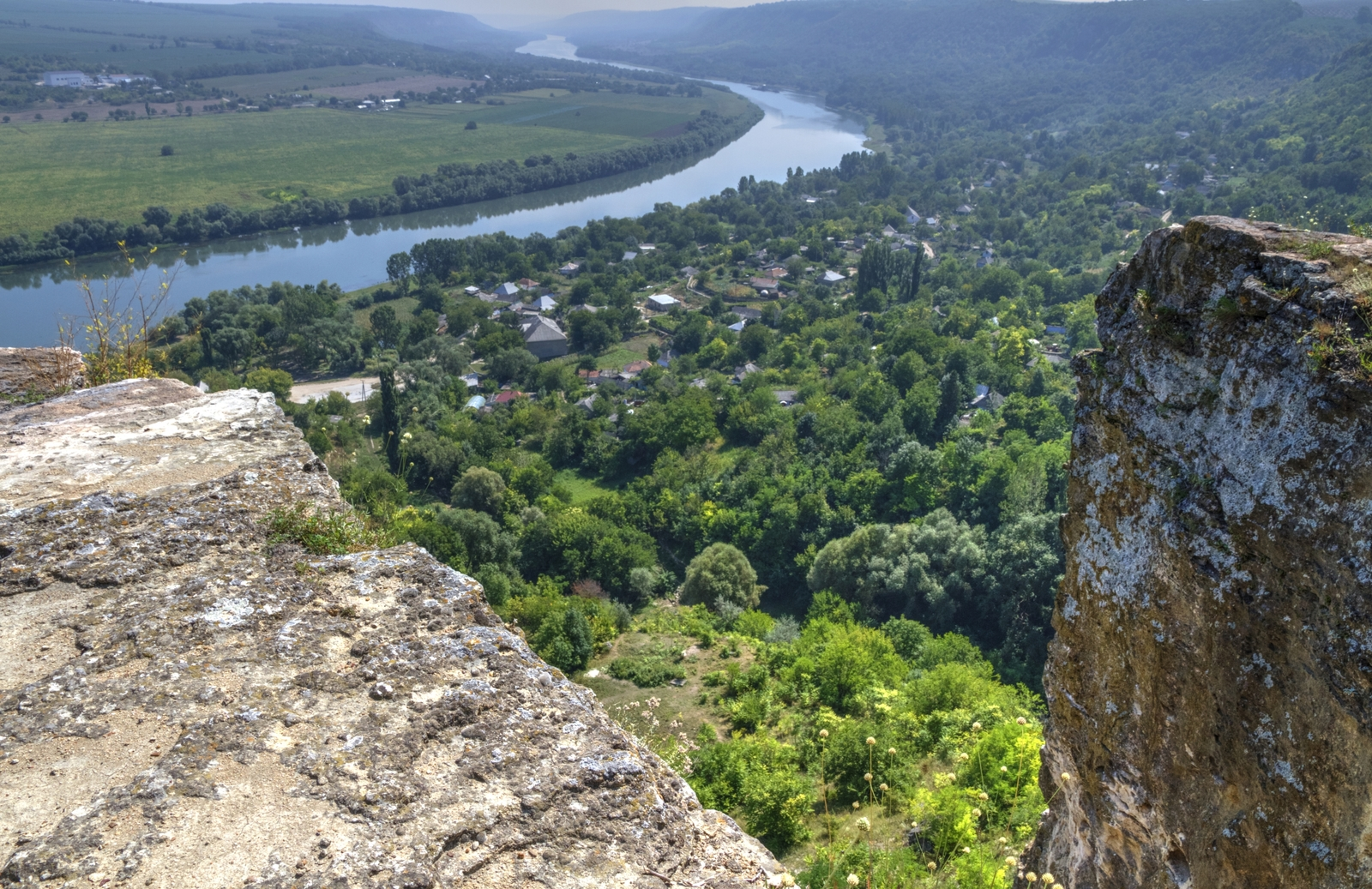
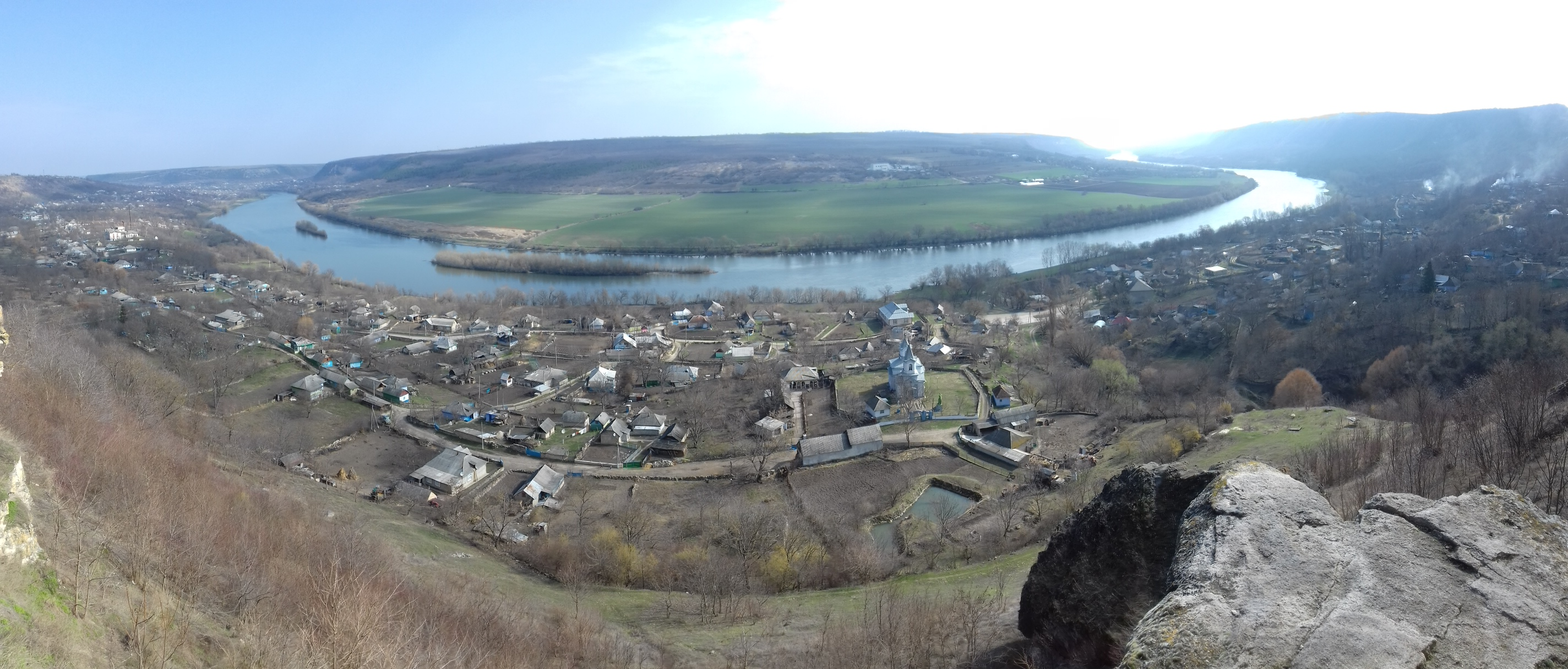
Panoramă de pe stânci.
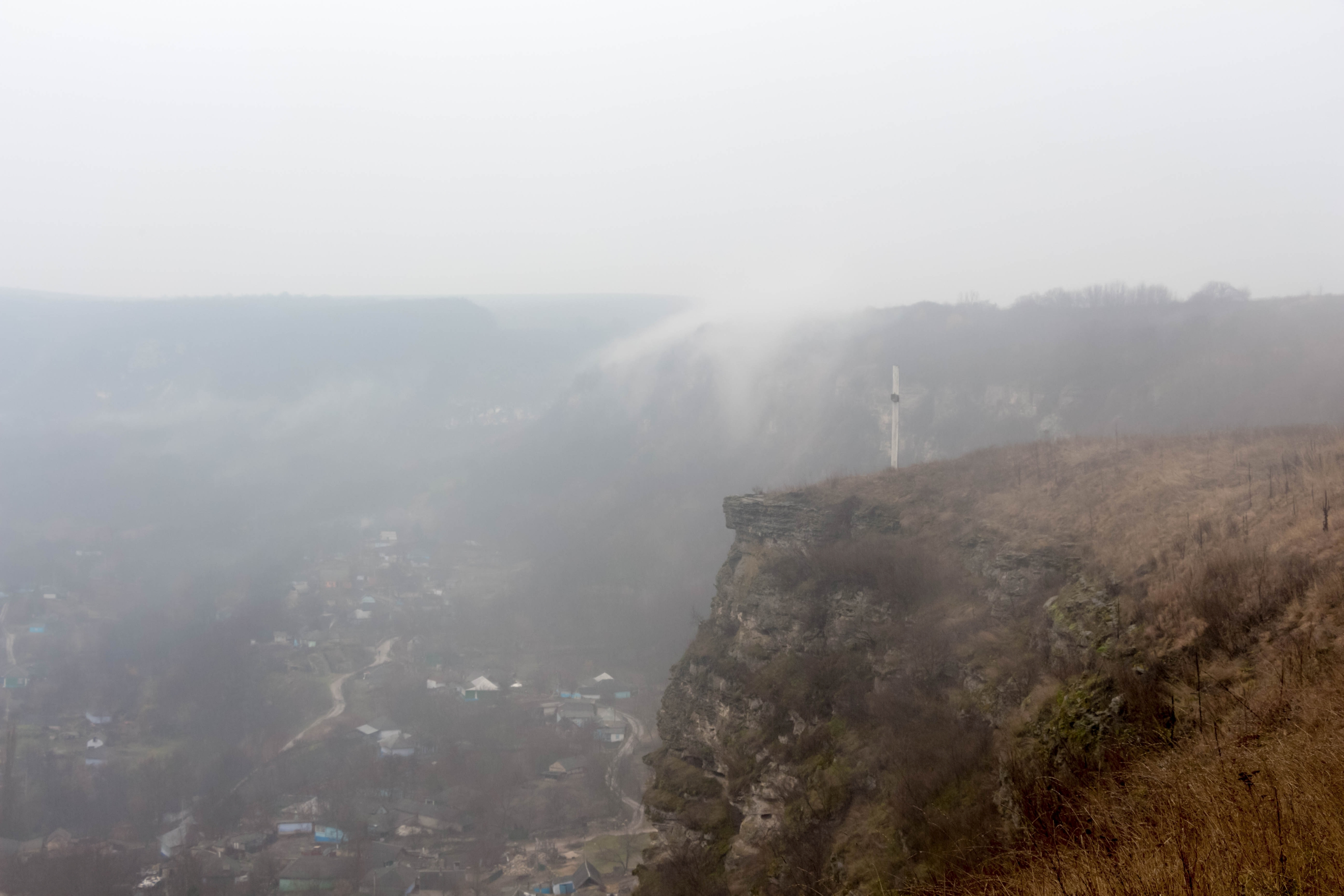
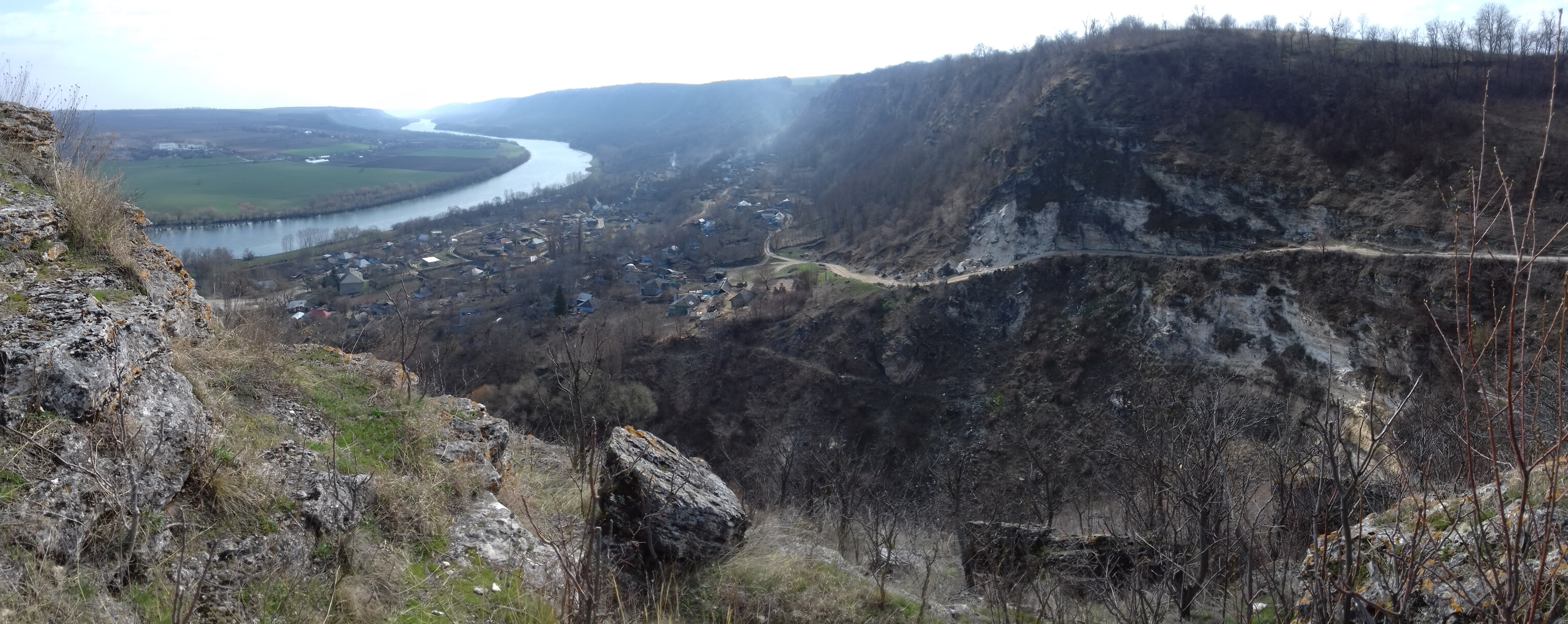
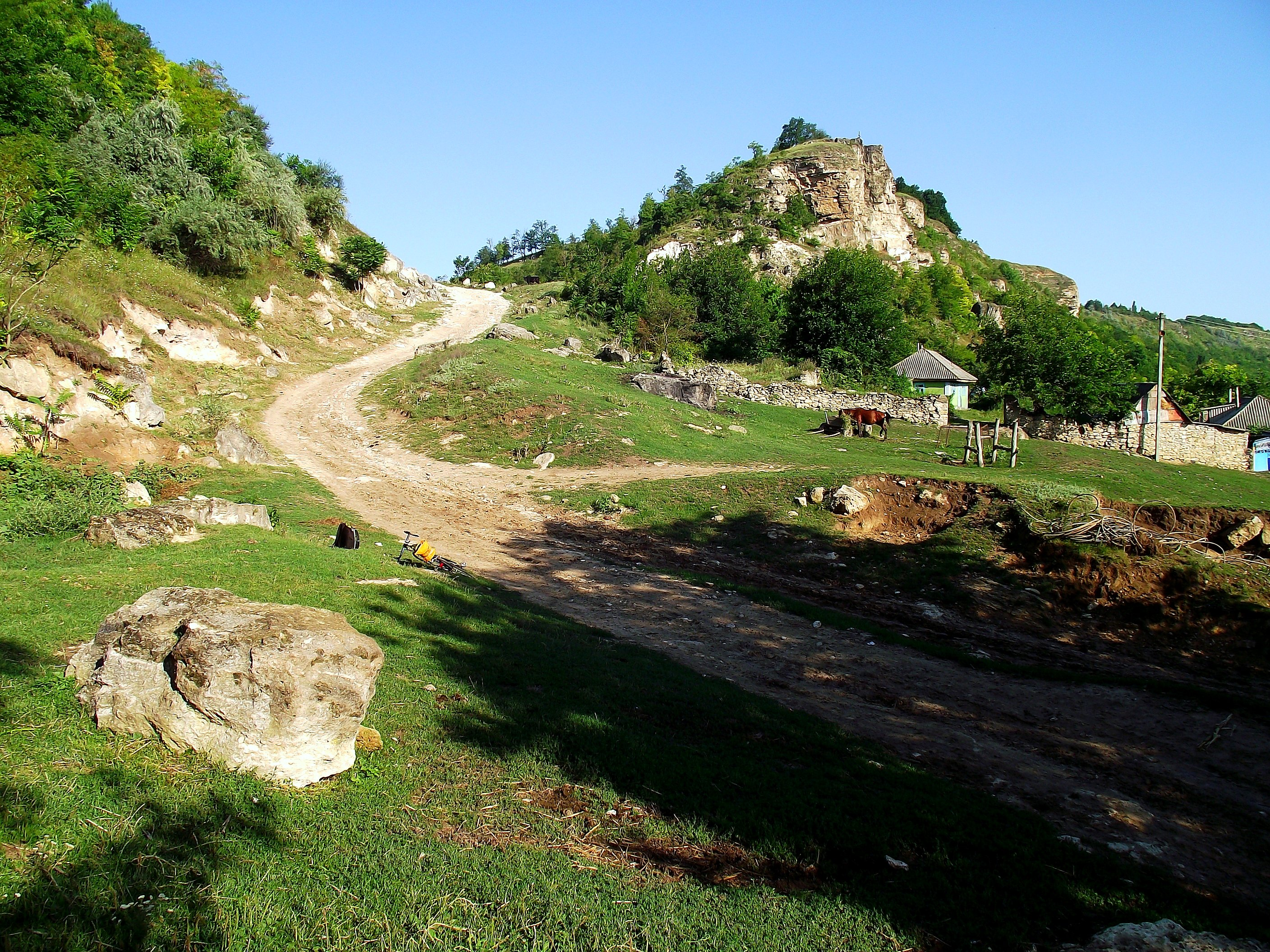
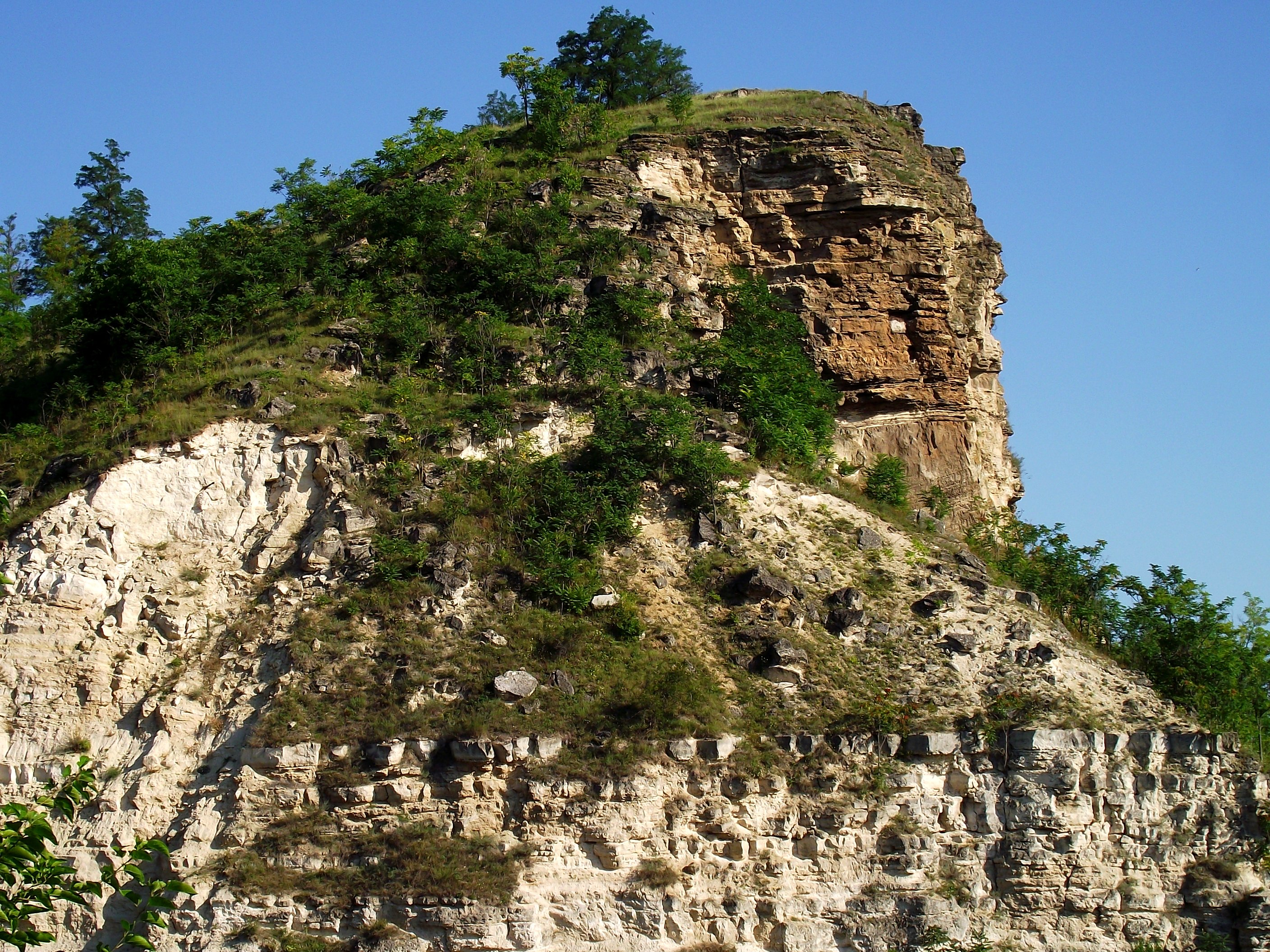
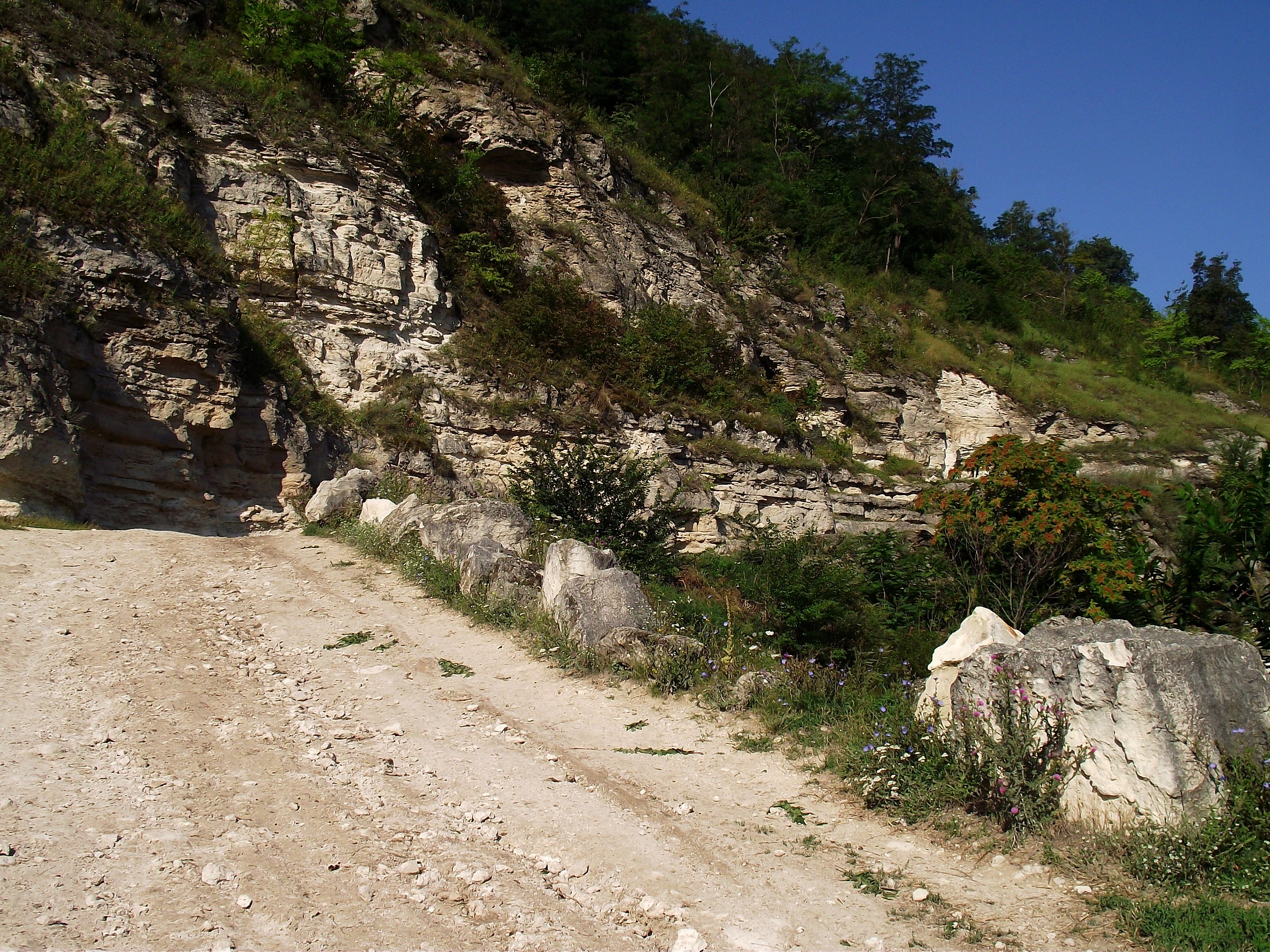
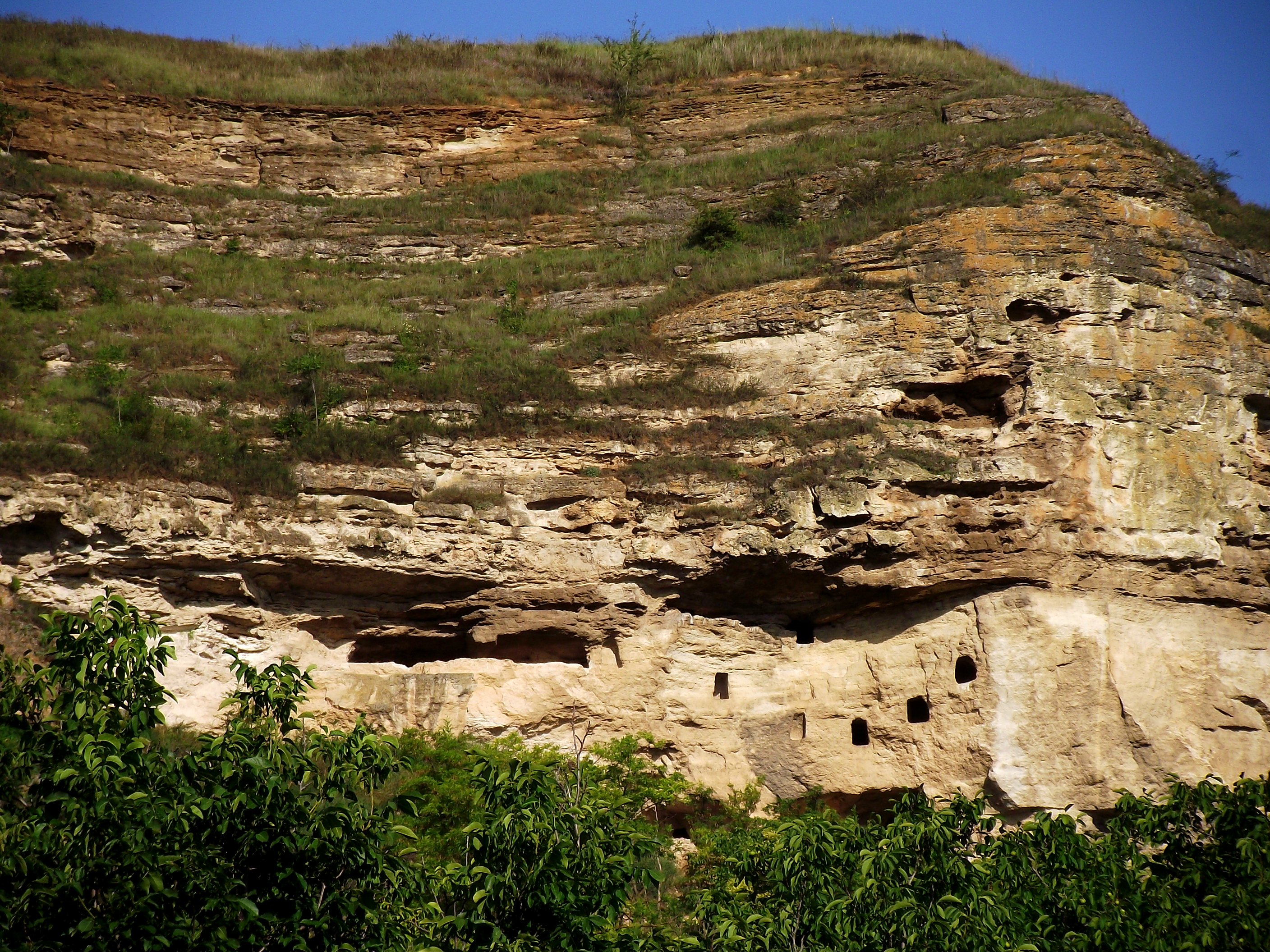
Biserici rupestre
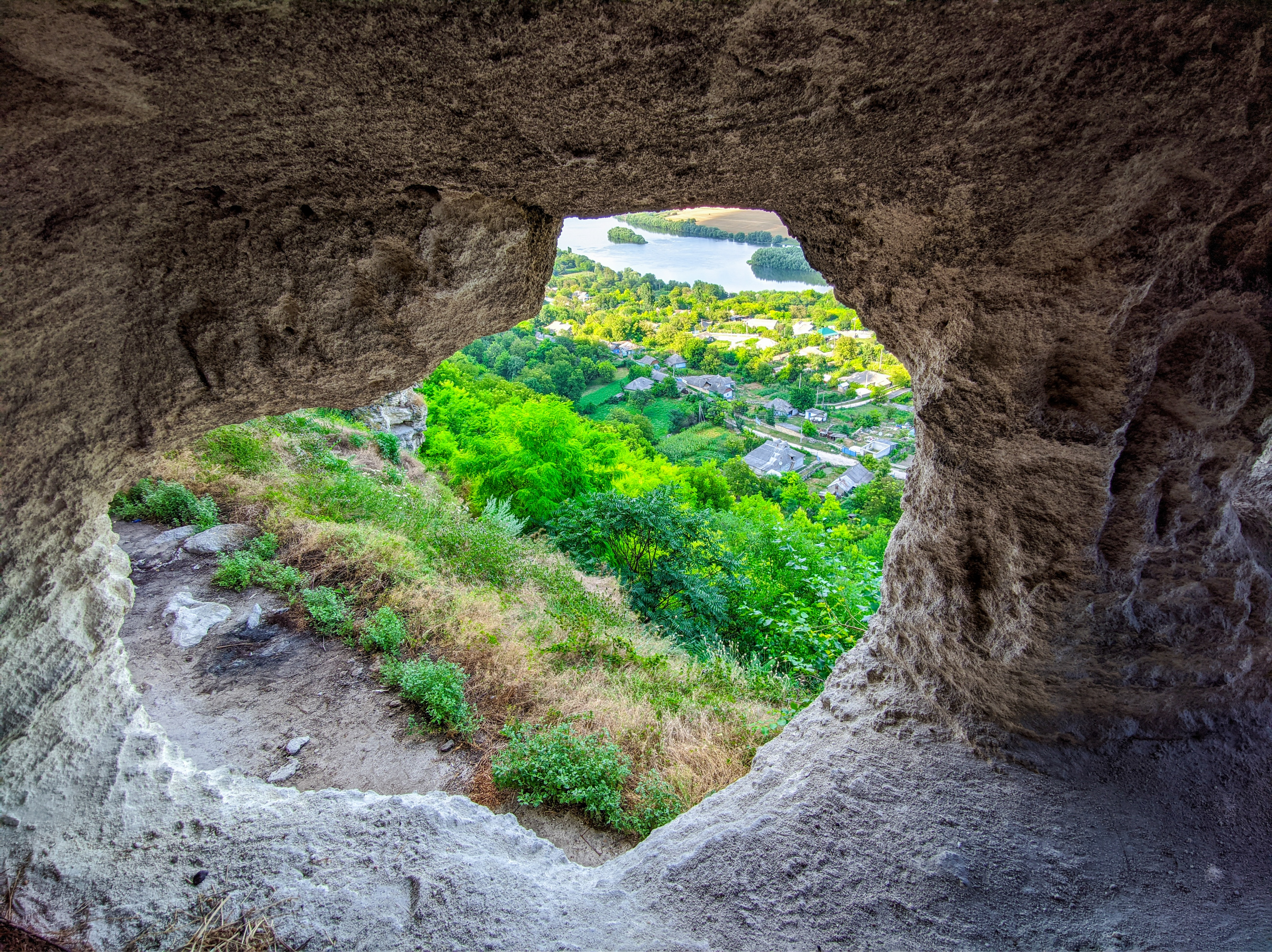
Vedere asupra satului dintr-o peșteră.
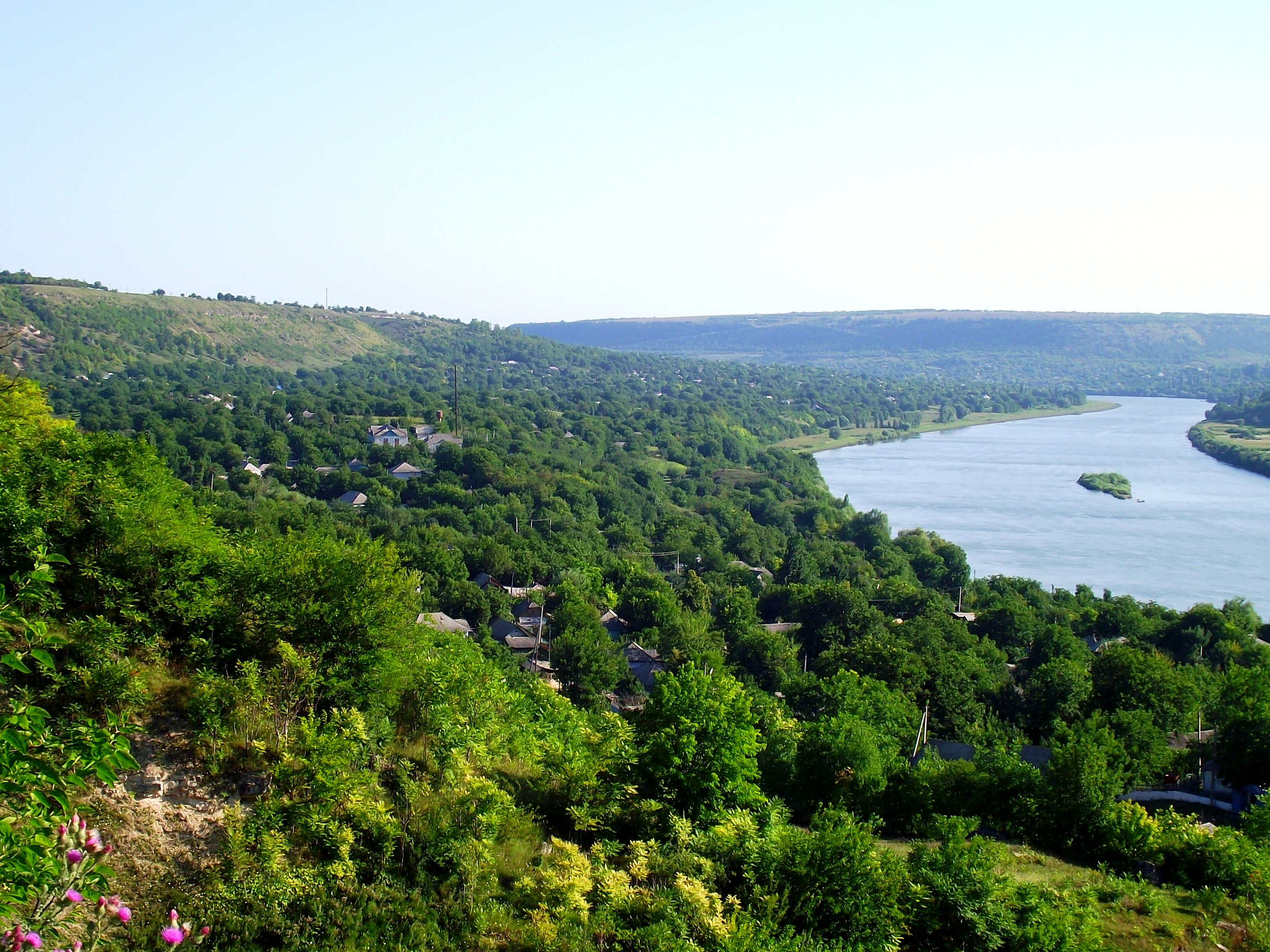
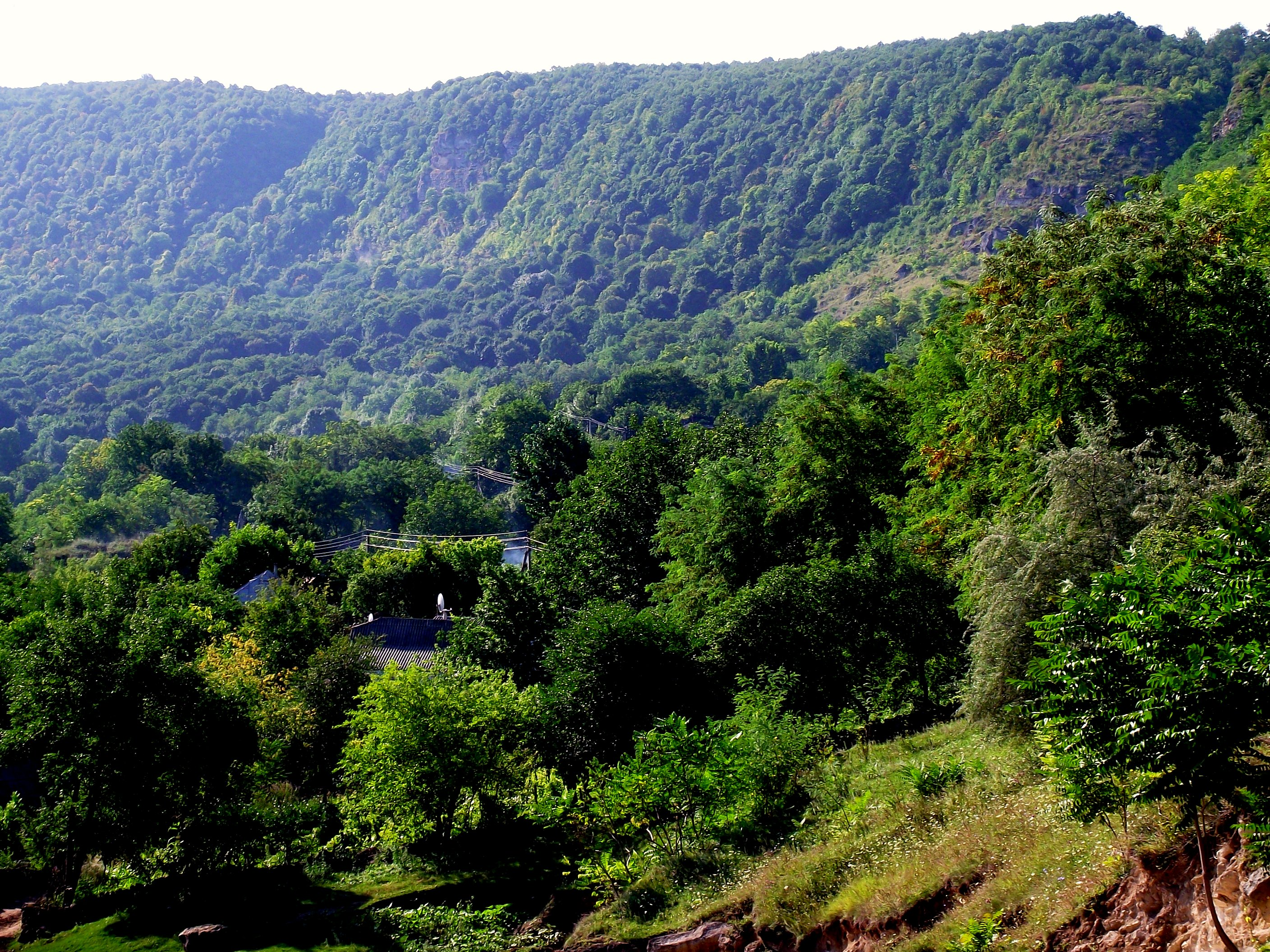
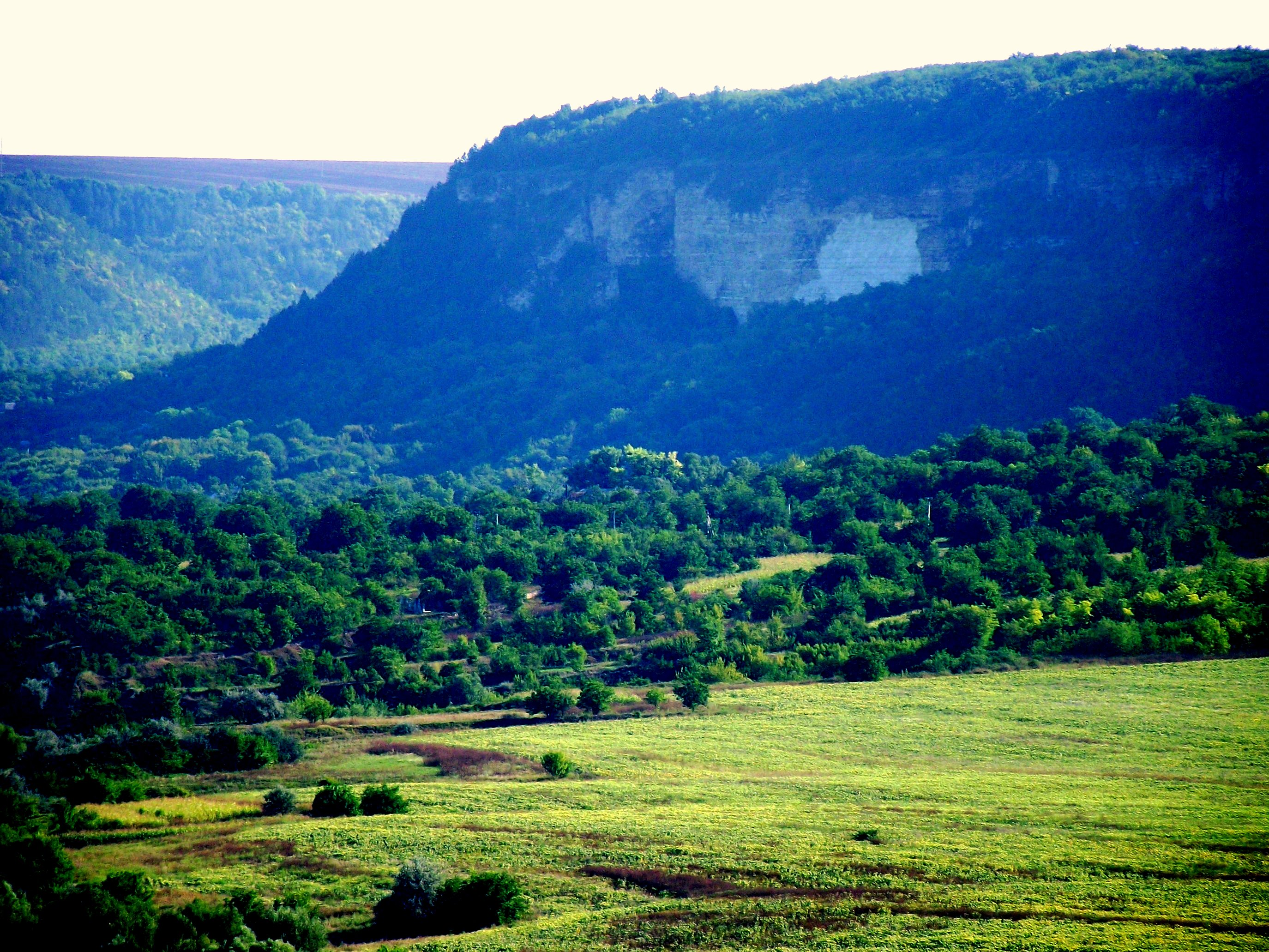
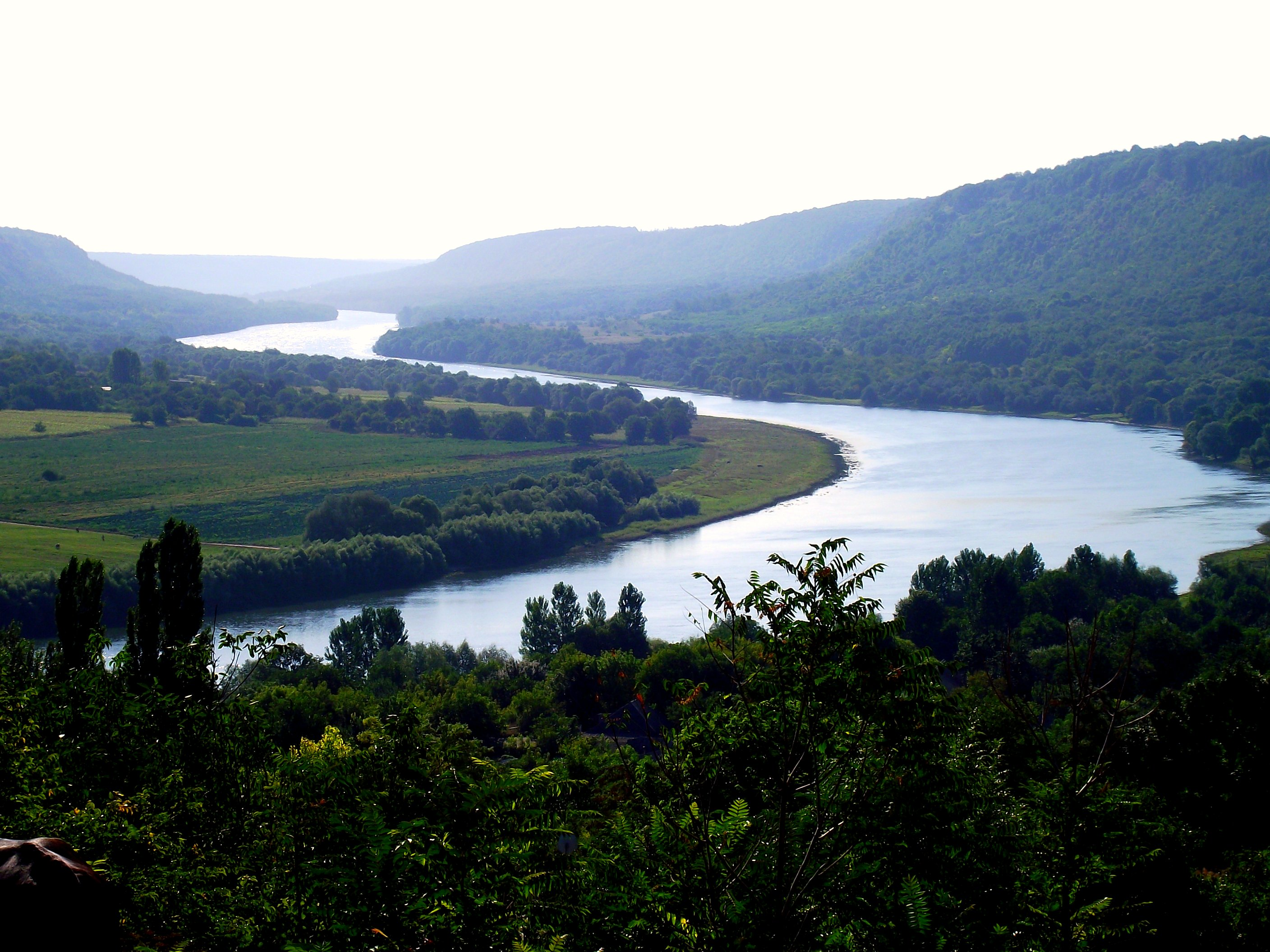
Nistrul
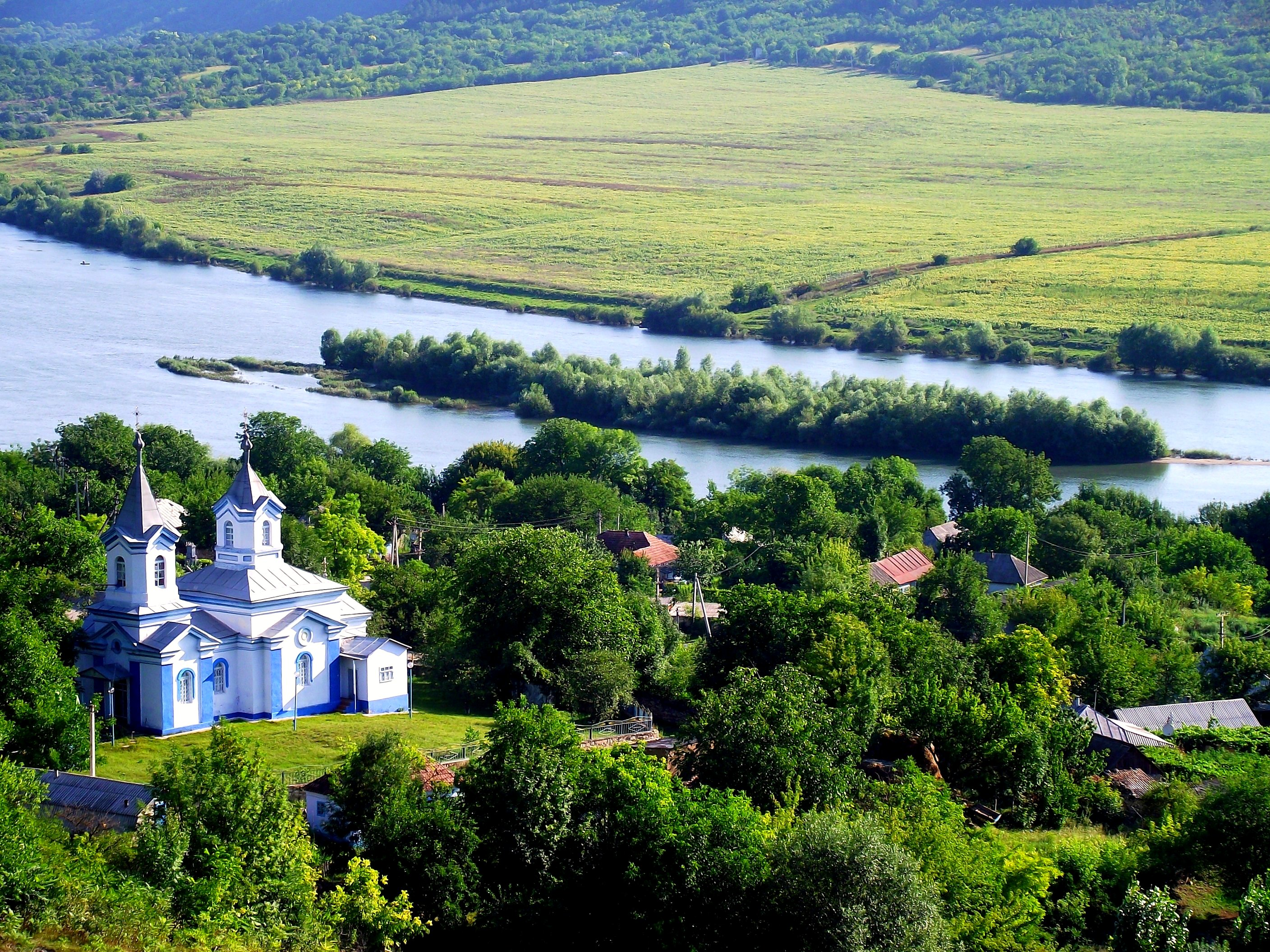
Biserica din sat, o insulă în fundal pe Nistru.